# Jody Scheckter
Jody David Scheckter (East London, 29 gennaio 1950) è un ex pilota automobilistico sudafricano, campione del mondo di Formula 1 nel 1979.
È, finora, l'unico pilota africano ad aver vinto un campionato mondiale di Formula 1.

## Carriera

### Gli inizi
Jody Scheckter nacque il 29 gennaio 1950 a East London, in Sudafrica da genitori lituani di origine ebraica. Il padre possedeva una concessionaria Renault, dove il figlio andò a lavorare come apprendista fin dalla tenera età; fu qui che imparò a guidare. Compì gli studi al Selborne College e, contemporaneamente, si dedicò all'automobilismo, prendendo parte, inizialmente, a gare motociclistiche e con berline.
Nei primi tempi aveva, però, uno stile di guida molto irruento, tanto che spesso veniva squalificato per guida pericolosa. In un secondo momento riuscì a controllare la sua aggressività in pista, tanto da affermarsi come campione nazionale di Formula Ford nel 1970. Grazie a questa vittoria si aggiudicò anche una borsa di studio e si trasferì in Gran Bretagna per poter continuare la sua carriera.
Partecipò al campionato di Formula 3 britannica, che concluse al terzo posto nella classe Lombard North. Nonostante fosse un pilota veloce e molti osservatori sostenessero che era dotato di un notevole talento, Scheckter incappava spesso in incidenti dovuti alla sua guida aggressiva e spericolata. La McLaren decise comunque di metterlo sotto contratto e, nel 1972, fece il suo esordio nel campionato europeo di Formula 2. A Silverstone il sudafricano ottenne la sua unica vittoria nella categoria, chiudendo ottavo in classifica. A fine stagione, la McLaren gli offrì di fare il suo esordio in Formula 1, mettendogli a disposizione una terza vettura per il Gran Premio degli Stati Uniti. Nel 1973 si dedicò alla Formula 5000, riuscendo a vincere il titolo all'esordio.

### Formula 1

#### Gli esordi in McLaren (1972-1973)

##### 1972
Scheckter fece il suo esordio in Formula 1 al Gran Premio degli Stati Uniti 1972 venendo schierato come terzo pilota McLaren. Dopo un settimo posto in qualifica, in gara riuscì a portarsi in quarta posizione, accodandosi al suo capo squadra Denny Hulme. Nella parte finale della gara venne sorpreso da uno scroscio di pioggia e finì in testacoda retrocedendo al nono posto.

##### 1973
Nel 1973 Scheckter ebbe l'occasione di disputare altri cinque Gran Premi alla guida della McLaren, avendo a disposizione come mentore lo stesso Hulme. Anche se non ottenne risultati di rilievo si fece notare spesso nelle prime posizioni. Venne spesso coinvolto in diversi incidenti, il primo dei quali al Gran Premio di Francia, dove, durante il doppiaggio di Beltoise, fu protagonista di una collisione con Emerson Fittipaldi, fino a quel momento leader della classifica piloti. Il brasiliano e il sudafricano si accusarono a vicenda dell'accaduto e il tutto venne classificato come normale incidente di gara. Due settimane più tardi, al Gran Premio di Gran Bretagna, un suo testacoda dovuto a un errore causò un grave incidente che coinvolse diverse vetture e pose fine alla carriera di Andrea De Adamich, che aveva riportato fratture alla caviglia destra.
A seguito di questo episodio, su pressione della Grand Prix Drivers' Association, la McLaren lo mise fuori squadra fino al Gran Premio del Canada, dove si scontrò con la Tyrrell di François Cevert che, sceso dall'auto infuriato, si scagliò contro di lui aggredendolo. Visti i frequenti incidenti il team decise di risolvere il contratto con lui, nonostante avesse ancora un anno di contratto.
Rimasto senza un sedile, il sudafricano venne contattato da Ken Tyrrell, che lo ingaggiò per il 1974 come secondo pilota, senza però specificargli chi avrebbe sostituito. Non sapendo che Jackie Stewart si sarebbe ritirato al termine del campionato (lo scozzese rivelò la sua decisione solamente a Tyrrell, anche Cevert non ne era a conoscenza) e dubitando che il team si sarebbe privato di un pilota forte come Cevert, Scheckter pensò inizialmente che il team avesse deciso di correre con ben tre vetture dalla stagione successiva, con lui e Cevert come secondi piloti.
Il piano di Ken Tyrrell purtroppo non si realizzò, poiché il francese perse tragicamente la vita durante le prove del Gran Premio degli Stati Uniti a Watkins Glen. Proprio Scheckter fu il primo a giungere sulla scena e rimase duramente colpito dall'accaduto. Il sudafricano si ritrovò così a gareggiare come primo pilota per la stagione successiva.

#### I primi successi in Tyrrell (1974-1976)

##### 1974
Per il 1974 Scheckter veniva considerato dagli addetti ai lavori come un outsider, anche se si riteneva che difficilmente avrebbe potuto lottare per la conquista del titolo. Ken Tyrrell, dal canto suo, cercò di smussare il comportamento aggressivo del proprio pilota per fare in modo che non commettesse più errori durante le gare, aspettandosi da lui un miglioramento costante durante l'anno. Tuttavia, nelle prime gare il sudafricano non ottenne risultati rilevanti e fu spesso costretto a posizioni di metà classifica.
Con l'esordio della nuova Tyrrell 007 cominciarono ad arrivare i primi punti: dopo un quinto posto in Spagna, Scheckter conquistò il suo primo podio al Gran Premio del Belgio, favorito anche dal fatto di riuscire ad adattare al meglio il suo stile di guida al circuito. Dopo un secondo posto a Monaco, ottenne poi la sua prima vittoria in Svezia, guidando la corsa fin dai primi giri e realizzando una doppietta con il compagno di squadra Patrick Depailler. Un altro successo giunse al Gran Premio di Gran Bretagna e, grazie anche a numerosi altri piazzamenti in zona punti, Scheckter riuscì a ottenere il terzo posto finale nella classifica piloti, dopo essere stato in lizza per il titolo con Emerson Fittipaldi e Clay Regazzoni fino all'ultima gara di Watkins Glen.

##### 1975-1976

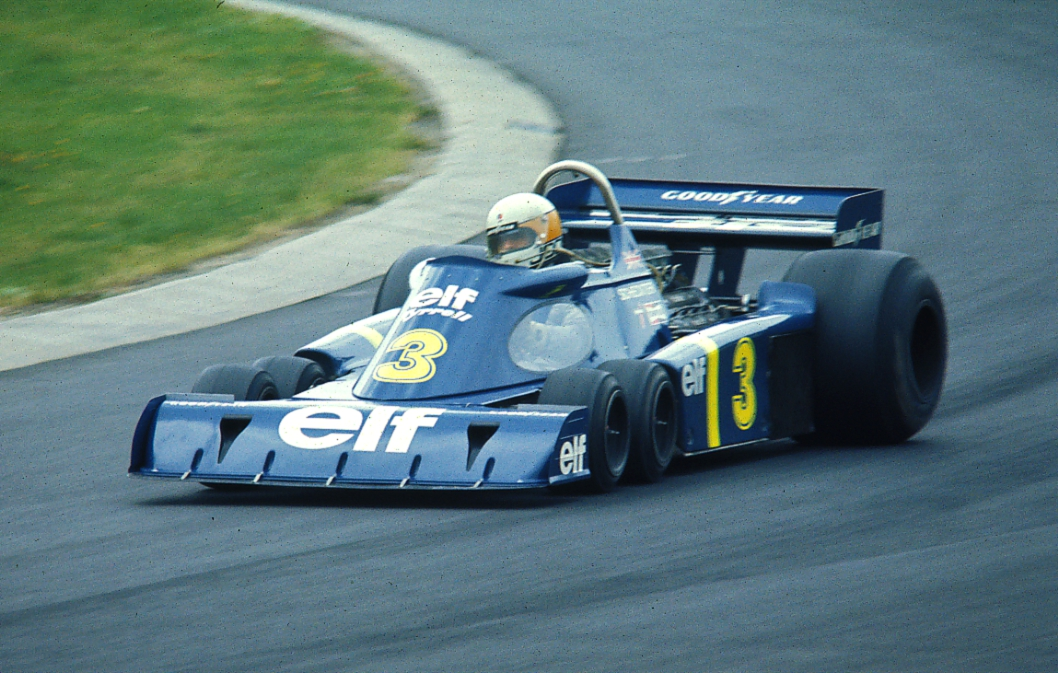
Scheckter sulla Tyrrell-Ford P34 al Nürburgring nel 1976

Nel 1975 e 1976 rimase alla Tyrrell, ottenendo alcuni podi e due vittorie: Sudafrica 1975 e soprattutto Svezia 1976, l'unico successo della Tyrrell P34 a sei ruote. Chiuse la stagione 1975 al settimo posto mentre l'anno successivo dovette accontentarsi del terzo, anche a causa delle prestazioni molto al di sotto delle aspettative della rivoluzionaria quanto complicata P34.

#### Il passaggio alla Wolf (1977-1978)

##### 1977

Scheckter su Wolf al Gran Premio d'Argentina 1977

Nel 1977 passò alla Wolf, vettura esordiente in Formula 1, che si dimostrò comunque molto competitiva. Il pilota sudafricano fu in grado di lottare per il titolo mondiale con Lauda, ottenendo tre vittorie e numerosi podi, terminando secondo, proprio dietro all'austriaco.

##### 1978
Il 1978 doveva essere l'anno della consacrazione, ma la Wolf perse competitività e non conquistò nessuna vittoria. Concluse la stagione al settimo posto, con quattro podi complessivi.

#### Il titolo in Ferrari e il ritiro (1979-1980)

##### 1979

Scheckter festeggia il titolo a Monza nel 1979; con lui, Gilles Villeneuve.

Nel 1979 passò alla Ferrari, riuscendo ad aggiudicarsi il titolo mondiale con tre successi (Belgio, Monaco e Italia, nel quale la Ferrari conquistò la prima doppietta a Monza dai tempi del Gran Premio d'Italia 1966). Il suo rivale potenzialmente più pericoloso avrebbe potuto essere il compagno di squadra Gilles Villeneuve, che però si rivelò sempre corretto nei suoi riguardi; il loro fu un sodalizio sportivo e umano inossidabile. I due permisero al Cavallino Rampante di aggiudicarsi il Campionato Costruttori.

##### 1980
Nel 1980, la Ferrari 312T5 è la brutta copia della monoposto che ha dominato il 1979. L’ormai prevalenza dei propulsori turbo aveva spinto il team di Maranello a concentrarsi, già durante la stagione 1980, sullo sviluppo della vettura che avrebbe disputato il campionato successivo. Ma non fu solo questa la causa della disastrosa stagione: il vero tallone d'Achille della T5 era la carenza dell'effetto suolo rispetto alla concorrenza. Nondimeno, le gomme Michelin, a loro volta ottimizzate per le vetture sovralimentate, erano ben meno performanti su auto spinte da motori aspirati.
La stagione della Ferrari fu un vero incubo, con Scheckter che apparve anche demotivato, al punto che clamorosamente non si qualificò per il Gran Premio del Canada. Già a metà stagione infatti annunciò il ritiro, una scelta che fu netta e definitiva, visto che Jody non si occuperà più di automobili, ma di dispositivi di sicurezza.
A oggi è l'unico pilota africano a essersi aggiudicato il titolo mondiale di Formula 1.

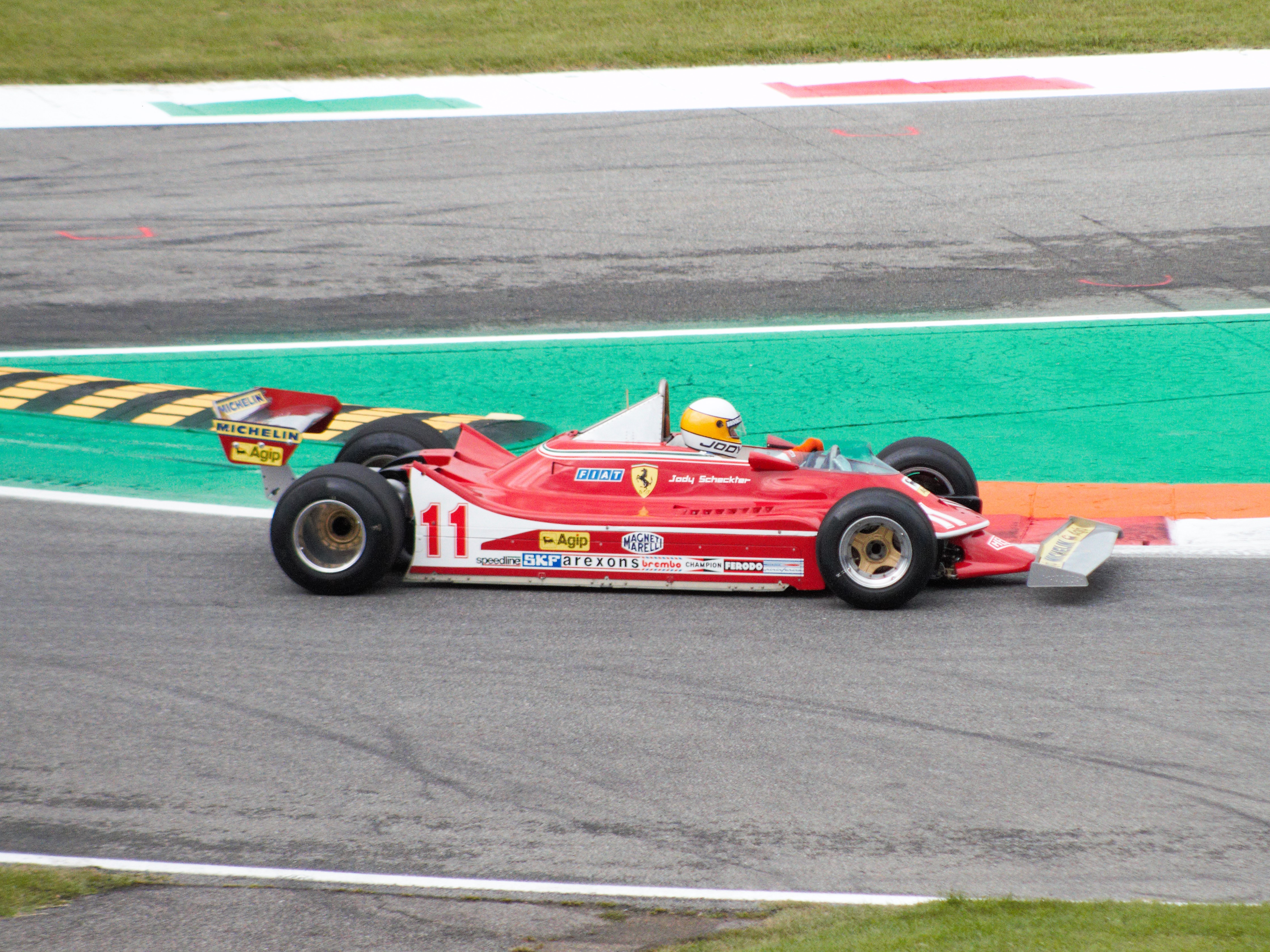
Jody Scheckter alla prima variante del circuito brianzolo di Monza

Nel corso del Gran Premio d'Italia 2019, il pilota ha effettuato dei giri d'onore insieme alla sua Ferrari 312 T4 festeggiando i 40 anni dalla conquista del suo titolo mondiale, vinto proprio sul circuito brianzolo di Monza.

## Risultati in Formula 1
| 1972 | Scuderia | Vettura |  |  |  |  |  |  |  |  |  |  |  |   |  |  |  |  |  | Punti | Pos. |
| ---- | -------- | ------- |  |  |  |  |  |  |  |  |  |  |  | - |  |  |  |  |  | ----- | ---- |
| 1972 | McLaren  | M19A    |  |  |  |  |  |  |  |  |  |  |  | 9 |  |  |  |  |  | 0     |      |

| 1973 | Scuderia | Vettura    |  |  |   |  |  |  |  |     |    |  |  |  |  |     |     |  |  | Punti | Pos. |
| ---- | -------- | ---------- |  |  | - |  |  |  |  | --- | -- |  |  |  |  | --- | --- |  |  | ----- | ---- |
| 1973 | McLaren  | M19C e M23 |  |  | 9 |  |  |  |  | Rit | NP |  |  |  |  | Rit | Rit |  |  | 0     |      |

| 1974 | Scuderia | Vettura        |     |    |   |   |   |   |   |   |   |   |   |     |   |     |     |  |  | Punti | Pos. |
| ---- | -------- | -------------- | --- | -- | - | - | - | - | - | - | - | - | - | --- | - | --- | --- |  |  | ----- | ---- |
| 1974 | Tyrrell  | 005, 006 e 007 | Rit | 13 | 8 | 5 | 3 | 2 | 1 | 5 | 4 | 1 | 2 | Rit | 3 | Rit | Rit |  |  | 45    | 3º   |

| 1975 | Scuderia | Vettura |    |     |   |     |   |   |   |    |   |   |     |   |   |   |  |  |  | Punti | Pos. |
| ---- | -------- | ------- | -- | --- | - | --- | - | - | - | -- | - | - | --- | - | - | - |  |  |  | ----- | ---- |
| 1975 | Tyrrell  | 007     | 11 | Rit | 1 | Rit | 7 | 2 | 7 | 16 | 9 | 3 | Rit | 8 | 8 | 6 |  |  |  | 20    | 7º   |

| 1976 | Scuderia | Vettura   |   |   |     |     |   |   |   |   |   |   |     |   |   |   |   |     |  | Punti | Pos. |
| ---- | -------- | --------- | - | - | --- | --- | - | - | - | - | - | - | --- | - | - | - | - | --- |  | ----- | ---- |
| 1976 | Tyrrell  | P34 e 007 | 5 | 4 | Rit | Rit | 4 | 2 | 1 | 6 | 2 | 2 | Rit | 5 | 5 | 4 | 2 | Rit |  | 49    | 3º   |

| 1977 | Scuderia | Vettura        |   |     |   |   |   |   |     |     |     |     |   |     |   |     |   |   |    | Punti | Pos. |
| ---- | -------- | -------------- | - | --- | - | - | - | - | --- | --- | --- | --- | - | --- | - | --- | - | - | -- | ----- | ---- |
| 1977 | Wolf     | WR1, WR2 e WR3 | 1 | Rit | 2 | 3 | 3 | 1 | Rit | Rit | Rit | Rit | 2 | Rit | 3 | Rit | 3 | 1 | 10 | 55    | 2º   |

| 1978 | Scuderia | Vettura                  |    |     |     |     |   |     |   |     |   |     |   |     |    |    |   |   |  | Punti | Pos. |
| ---- | -------- | ------------------------ | -- | --- | --- | --- | - | --- | - | --- | - | --- | - | --- | -- | -- | - | - |  | ----- | ---- |
| 1978 | Wolf     | WR1, WR3, WR4, WR5 e WR6 | 10 | Rit | Rit | Rit | 3 | Rit | 4 | Rit | 6 | Rit | 2 | Rit | 12 | 12 | 3 | 2 |  | 24    | 7º   |

| 1979 | Scuderia | Vettura         |     |   |   |   |   |   |   |   |   |   |   |   |   |   |     |  |  | Punti   | Pos. |
| ---- | -------- | --------------- | --- | - | - | - | - | - | - | - | - | - | - | - | - | - | --- |  |  | ------- | ---- |
| 1979 | Ferrari  | 312 T3 e 312 T4 | Rit | 6 | 2 | 2 | 4 | 1 | 1 | 7 | 5 | 4 | 4 | 2 | 1 | 4 | Rit |  |  | 51 (60) | 1º   |

| 1980 | Scuderia | Vettura |     |     |     |   |   |     |    |    |    |    |   |   |    |    |  |  |  | Punti | Pos. |
| ---- | -------- | ------- | --- | --- | --- | - | - | --- | -- | -- | -- | -- | - | - | -- | -- |  |  |  | ----- | ---- |
| 1980 | Ferrari  | 312 T5  | Rit | Rit | Rit | 5 | 8 | Rit | 12 | 10 | 13 | 13 | 9 | 8 | NQ | 11 |  |  |  | 2     | 19º  |

| Legenda | 1º posto     | 2º posto | 3º posto    | A punti         | Senza punti/Non class.  | Grassetto – Pole position Corsivo – Giro più veloce |
| Legenda | Squalificato | Ritirato | Non partito | Non qualificato | Solo prove/Terzo pilota | Grassetto – Pole position Corsivo – Giro più veloce |

## Vita personale
Jody Scheckter si è sposato due volte. Dalla prima moglie, Pamela, ha avuto due figli: Tomas e Toby; dalla seconda, Clare, ha avuto altri quattro figli: Ila, Hugo, Freddie e Poppie.
Nell'ottobre 2019 è morta sua figlia Ila, di 21 anni, per una probabile overdose di stupefacenti. La famiglia Scheckter ha spiegato che la figlia stava combattendo contro la dipendenza dopo aver sviluppato l’epilessia in seguito a un importante intervento chirurgico per un tumore al cervello che le aveva causato un’ansia estrema e paura delle convulsioni.